# I Fall in Love Too Easily
I Fall in Love Too Easily ist ein Popsong, der von Jule Styne (Musik) und Sammy Cahn (Text) geschrieben und 1944 veröffentlicht wurde.

## Verwendung des Songs im Film
Der Song wurde erstmals von Frank Sinatra in dem Filmmusical Urlaub in Hollywood (Regie: George Sidney) gesungen. Am 5. September 1944 wurde I Fall in Love Too Easily in einem Arrangement von Axel Stordahl für den Film aufgenommen. Das Orchester leitete George Stoll.
Der Song kam im Film zum Einsatz, als Sinatra als Matrose auf Heimaturlaub in der Hollywood Bowl Klavier spielte und dabei die plötzliche Verliebtheit in eine (von Kathryn Grayson gespielte) Sängerin reflektierte. Der Sänger beklagt, dass er sich zu leicht verliebt. Für andere Menschen, die Liebe einfach zurücklassen oder beginnen lassen können, sei es einfach, etwas daraus zu machen, aber für ihn sei die Liebe das Lieblingsspiel.
Der Film gewann mit seiner Filmmusik den Academy Award; I Fall in Love Too Easily wurde zusätzlich in der Kategorie Bester Song für einen Oscar nominiert, den schließlich Richard Rodgers und Oscar Hammerstein II für It Might as Well Be Spring erhielten.

## Weitere Versionen
Am 1. Dezember 1944 nahm Sinatra den Song mit Axel Stordahl und dessen Orchester für Columbia Records auf; das Piano-Solo spielte Dave Mann. (Veröffentlicht wurde diese Aufnahme auf Columbia 36830; die B-Seite der Schellackplatte war der Song I Begged Her). Bereits 1945 wurde der Song von Georgie Auld and His Orchestra (Arrangement: Turk Van Lake) und von Mel Tormé/Eugenie Baird gecovert; die Tormé-Fassung erreichte anders als die von Sinatra die Hitparade (#17).
I Fall in Love Too Easily wurde in den folgenden Jahren zu einem viel gespielten Jazzstandard; aufgenommen wurde er u. a. von Chet Baker, Royce Campbell, Ted Heath, Johnny Hartman, Ralph Towner, Anita O’Day, Diane Schuur, Keith Jarrett und Fred Hersch. Miles Davis hatte den Song mehrere Jahre in seinem Liverepertoire, zu hören auf den Mitschnitten The Complete Live at the Plugged Nickel 1965, Live in Europe 1967: The Bootleg Series Vol. 1 und Black Beauty: Miles Davis at Fillmore West (1970). Tom Lord listet 448 Coverversionen des Titels im Bereich des Jazz.